# Wasilij Podszybiakin
Wasilij Tichonowicz Podszybiakin (ros. Василий Тихонович Подшибякин, ur. 1 stycznia 1928 we wsi Nikitskoje w rejonie wołowskim w guberni tulskiej (obecnie w obwodzie tulskim), zm. 20 maja 1997 w Urengoj) – radziecki geolog, kierownik trustu Jamałnieftegazrazwiedka, uczestnik odkrycia złóż gazu w północnej części Zachodniej Syberii.

## Życiorys
Urodził się w rodzinie chłopskiej. Do 1941 skończył 7 klas szkoły średniej, później pracował na kolei, w 1943 wznowił naukę i w 1945 skończył szkołę rzemieślniczą w mieście Uzłowaja i został pomocnikiem maszynisty. Uczył się w szkole wieczorowej, potem od 1951 do 1956 studiował w Moskiewskim Instytucie Naftowym im. Gubkina, po ukończeniu którego pracował w narymskiej ekspedycji badań naftowych trustu Zapsibnieftegazgeologija w obwodzie tomskim jako pomocnik majstra wiercenia, starszy inżynier, starszy majster i od 1959 kierownik badań. W 1959 został szefem niżniewartowskiej partii głębokiego wiercenia w surguckiej kompleksowej ekspedycji geologiczno-badawczej, w 1960 głównym inżynierem bieriozowskiej kompleksowej ekspedycji geologiczno-badawczej w Nowosybirsku, w 1961 szefem narykarskiej badawczej ekspedycji gazu i ropy w Chanty-Mansyjskim Okręgu Autonomicznym, a w lipcu 1963 szefem tazowskiej ekspedycji badawczej ropy i gazu. Od 1967 do 1971 był zarządcą geologicznego trustu ropy i gazu Jamalsko-Nienieckiego Okręgu Autonomicznego, od 1971 do 1976 szefem urengojskiej ekspedycji geologiczno-badawczej, a od 1976 do końca życia szefem/dyrektorem generalnym Jamalskiego Geologicznego Zjednoczenia Produkcyjnego ds. Badań Ropy i Gazu Głównego Tiumeńskiego Geologicznego Zarządu Produkcyjnego Ministerstwa Geologii ZSRR, w 1992 przemianowanego na Jamałnieftegazrazwiedka. Wchodził w skład Jamalsko-Nienieckiego Komitetu Okręgowego KPZR i był deputowanym Jamalsko-Nienieckiej Rady Okręgowej, a od 1994 deputowanym okręgowej Dumy Państwowej.
Był czołowym radzieckim specjalistą w dziedzinie ropy i gazu. Brał udział w wielu badaniach złóż gazu. Nadzorował szeroko zakrojone kompleksowe badanie bogactw naturalnych w północnej części Syberii Zachodniej. Pod jego kierownictwem lub przy jego bezpośrednim udziale odkryto 36 złóż ropy naftowej w Jamalsko-Nienieckim OA. W 1997 otrzymał tytuł Zasłużonego Geologa Federacji Rosyjskiej. Jego imieniem nazwano ulicę w Salechardzie.

## Odznaczenia i nagrody
- Medal Sierp i Młot Bohatera Pracy Socjalistycznej (7 grudnia 1983)
- Order Lenina (7 grudnia 1983)
- Order Czerwonego Sztandaru Pracy (dwukrotnie, 4 lipca 1966 i 11 października 1979)
- Nagroda Leninowska (1970)

I medale.